# Таємниця козацької шаблі
«Таємниця козацької шаблі»  — пригодницька повість української письменниці Зірки Мензатюк, написана у 2006 році.

## Історія створення
Повість «Таємниця козацької шаблі» була задумана письменницею під час подорожей з родиною. За першим задумом, це мала бути історія про пригоди з чарівним автомобілем. Але в повісті мав бути мотив, заради якого здійснюється подорож. Цим мотивом стала козацька шабля. Авторка використала історичні дані битви під Берестечком у 1651 році. Тоді 100-тисячне військо запорізьких козаків під керівництвом гетьмана Богдана Хмельницького і військо кримських татар воювали з набагато більшою армією Речі Посполитої. Козаки були розбиті, загинули тисячі, і Хмельницький змушений був укласти невигідний для українців Білоцерківський мирний договір з польським королем Яном Казимиром.

## Структура твору
- Розділ 1. В якому з’являється Машка
- Розділ 2. У якому з’являється патріотично настроєний привид
- Розділ 3. У якому з’являється елегантний незнайомець
- Розділ 4. У якому плани несподівано міняються
- Розділ 5. У якому ніхто не з’являється натомість Наталочка пропадає
- Розділ 6. У якому Наталочка бачить тривожні видіння на полі Берестецької битви
- Розділ 7. У якому з Антипом стається дивовижне перетворення
- Розділ 8. У якому відбувається шалена гонитва і ще шаленіший бенкет
- Розділ 9. У якому Олеський замок перетворюється на пасту
- Розділ 10. У якому з Машкою стаються небезпечні дорожньо-транспортні пригоди
- Розділ 11. У якому мандрівників підстерігають суцільні несподіванки
- Епілог

## Сюжет
Родина Руснаків у пошуках козацької реліквії сім'ї Руснаків — шаблі. Тато, мама, їхня донька Наталочка вирушили в подорож Україною легковим автомобілем на ім'я Машка. Вони мандрували за маршрутом: Тараканівський форт під Дубно, замок у Дубні, замок-палац у Підгірці, Олеський замок, Кам'янець-Подільська фортеця, Хотинська фортеця та Козацькі Могили у Берестечку.
Головні герої — родина Руснаків: тато, мама, Наталочка, легкова машина Машка, патріотично налаштований привид, історик дядько Богдан, пластуни зі Львова Северин та Василь, родина чортів: мати, батько та їхній син — чортик Антипко, «добірне товариство», яке складалось із чортів та відьом, пан Щуровський, який колись був козаком, але зрадив своїх у бою під Берестечком.